# Ганштедт
Ганштедт (нім. Hanstedt) — громада в Німеччині, розташована в землі Нижня Саксонія. Входить до складу району Гарбург. Центр об'єднання громад Ганштедт.
Площа — 59,3 км2. Населення становить 6053 ос. (станом на 31 грудня 2021).